# Taekwondo aux Jeux africains de 1999
Navigation
Édition précédente Édition suivante
La compétition de  Taekwondo aux Jeux africains de 1999 a enregistré  la participation de 17 pays. Elle est remportée par le Lesotho qui a obtenu 5 titres dont 4 chez les femmes. Les épreuves se sont déroulées du 15 au 18 septembre 1999. 137 athlètes (96 hommes et 41 femmes) ont participé à la compétition dirigée par 12 arbitres internationaux. 

## Tableau des médailles
| Rang  | Nation              | Or | Argent | Bronze | Total |
| ----- | ------------------- | -- | ------ | ------ | ----- |
| 1     | Lesotho             | 5  | 1      | 1      | 7     |
| 2     | Égypte              | 3  | 0      | 1      | 4     |
| 3     | Afrique du Sud      | 2  | 3      | 3      | 8     |
| 4     | Nigeria             | 2  | 2      | 4      | 8     |
| 5     | Kenya               | 1  | 4      | 4      | 9     |
| 6     | Tunisie             | 1  | 0      | 2      | 3     |
| 7     | Madagascar          | 1  | 0      | 1      | 2     |
| 8     | Côte d'Ivoire       | 1  | 0      | 0      | 1     |
| 9     | Sénégal             | 0  | 2      | 2      | 4     |
| 10    | Gabon               | 0  | 1      | 4      | 5     |
| 11    | Swaziland           | 0  | 1      | 3      | 4     |
| 12    | Ghana               | 0  | 1      | 2      | 3     |
| 13    | Bénin               | 0  | 1      | 0      | 1     |
| 14    | République du Congo | 0  | 0      | 1      | 1     |
| 14    | Cap-Vert            | 0  | 0      | 1      | 1     |
| 14    | Libye               | 0  | 0      | 1      | 1     |
| 14    | Zimbabwe            | 0  | 0      | 1      | 1     |
| Total | Total               | 16 | 16     | 31     | 63    |

## Podiums

### Hommes
| Épreuves         | Or                                | Argent                    | Bronze                                                          |
| ---------------- | --------------------------------- | ------------------------- | --------------------------------------------------------------- |
| Poids mi-mouches | Lebohang Ntsitsl Lesotho          | Willis Odhiambo Kenya     | Samson Dseni Nigeria Benaiah Tokomoo Ghana                      |
| Poids mouches    | Nicolas Razakarivony Madagascar   | Asem Godson Ghana         | Mfan'Kmona Dlamini Swaziland Gustave Alain Mombo Gabon          |
| Poids coqs       | Adel Hussein Égypte               | Charles Ngorodi Kenya     | Foued Chabani Tunisie Nizar Nally Libye                         |
| Poids plumes     | Ahmed Dkhil Tunisie               | Robert Nhanga Kenya       | Lucky Ogienul Nigeria Eugene Richard Nkakou République du Congo |
| Poids légers     | Sébastien Konan Côte d'Ivoire     | Olakanmi Ogummiyi Nigeria | Dimby Pharlim Madagascar Lionel Baguissi Gabon                  |
| Poids welters    | Ahmed Adel Égypte                 | Assogo Mvie Gabon         | John Ighomen Nigeria Hemo Kote Sénégal                          |
| Poids moyens     | Donald Ravenscroft Afrique du Sud | Peter Leuta Lesotho       | Ango Daly Gabon Mahmoud Charef Tunisie                          |
| Poids Lourds     | Hastings Ngala Kenya              | David Adams Nigeria       | Abdoulay Ngom Sénégal Norbert Amefu Gabon                       |

### Femmes
| Épreuves         | Or                            | Argent                         | Bronze                                                   |
| ---------------- | ----------------------------- | ------------------------------ | -------------------------------------------------------- |
| Poids mi-mouches | Mary Lemphane Lesotho         | Selina Njeri Kenya             | Norojun Farilahamed Zimbabwe Hye-Mi Lee Afrique du Sud   |
| Poids mouches    | Likeleli Alina Thamae Lesotho | Florika Nel Afrique du Sud     | Sindi Buthelezi Swaziland Consolata Oloo Kenya           |
| Poids coqs       | Anastasia Osudia Nigeria      | Mandy Lasrey Afrique du Sud    | Mercy Mungai Kenya Mpho Thomas Lesotho                   |
| Poids plumes     | Mia Emmet Afrique du Sud      | Astou Faye Sénégal             | Yasmine Anis Égypte Elizabeth Rosa Cap-Vert              |
| Poids légers     | Masechocha Thamae Lesotho     | Hollie Corrigan Afrique du Sud | Cynthia Dotse Ghana Tina Smart Nigeria                   |
| Poids welters    | Margret Achibi Nigeria        | Oboudjobi Mathilole Bénin      | June Cheye Kenya Ronel van der Westhuizen Afrique du Sud |
| Poids moyens     | Yasmine Gamal Égypte          | Nompumelelo Swaziland          | Hellen Opondi Kenya                                      |
| Poids lourds     | Rethabile Malope Lesotho      | Seynabou Demba Sénégal         | Glory Nosenzo Swaziland Nadia Jonker Afrique du Sud      |